# Álvaro Santos
Álvaro Santos, född 30 januari 1980 i Bélo Horizonte, är en brasiliansk fotbollstränare och före detta spelare som är huvudtränare i danska FC Helsingør. I Sverige är Santos mest känd som anfallare för Helsingborgs IF. Han avslutade den professionella fotbollskarriären efter den allsvenska säsongen 2014.

## Spelarkarriär
Álvaro Santos inledde karriären i América-MG, i Brasilien, och gick 2000 till Helsingborgs IF. I HIF var han en av de viktigaste spelarna i Champions League-spelet 2000. Säsongerna 2000–2003 var han HIF:s bästa spelare och gjorde sammanlagt 35 allsvenska mål, och 2002 blev han utsedd till årets HIF:are. Han lämnade laget för FC København under säsongen 2003. I ett reportage i den danska tidningen Ekstra Bladet provade Santos lokal matkonst i form av en röd pölse, blev magsjuk och missade premiären. Med FC København vann han danska mästerskapet två gånger och Royal League två gånger. Santos var lagets bäste målskytt under samtliga tre säsonger i FCK.
Santos gick därefter till FC Sochaux i franska högstaligan inför säsongen 2006/2007. Sommaren 2007 bytte han återigen klubb då han skrev på för ligakonkurrenten RC Strasbourg. 
Han spelade sedan augusti 2007 för RC Strasbourg som han lämnade sommaren 2008. I januari 2009 ryktades det om att Álvaro Santos var på väg "hem" till Helsingborg, och HIF bekräftade att man var intresserade. Han köpte sig fri från FC Sochaux i februari 2009. Helsingborg gav dock upp brassen på grund av otillräckliga ekonomiska resurser, trots att han lösts från kontraktet med Sochaux.  
Den 9 februari 2009 presenterades Álvaro Santos som nyförvärv av Örgryte IS. Kontraktet löpte över tre år.
Vintern 2009/2010 efter Örgrytes degradering till Superettan uttalade han sig flera gånger i media om att han ville lämna ÖIS. Trots flera intressenter blev Alvaro kvar i ÖIS som inte ville sälja honom.
Den 20 januari 2011 kungjorde ÖIS att Álvaro Santos lånas ut till lokalkonkurrenten Gais under säsongen 2011. Direkt efter att låneavtalet mellan klubbarna blev klart anslöt Santos till Gais för spel i träningsturneringen Color Line Cup i norska Kristiansand.
Den 10 augusti 2011 blev det klart att Santos återvände till Helsingborgs IF som han lämnade 2003 sedan han skrivit på ett treårskontrakt för klubben. Han avslutade fotbollskarriären i HIF, efter 131 matcher för klubben, 2014 och flyttade tillbaka till Brasilien.
Efter sin återkomst i Brasilien drev Santos en fotbollsakademi i hemstaden Belo Horizonte, "Álvaro Santos Akademi-Helsingborg". Genom akademin ska unga människor i åldrarna 7-15 år lära sig både fotboll och att förverkliga sina drömmar. Akademin stöttas genom insamlingar av organisationer runt Helsingborgs IF.
Inför säsongen 2018 gick Santos till division 3-klubben Höganäs BK.

## Tränarkarriär

### Helsingborgs IF
Efter två och ett halvt år i Brasilien så hittade Alvaro Santos tillbaka till Sverige och fick en ny roll i Helsingborgs IF. Han fick uppdraget att vara ambassadör och samtidigt leda klubbens U17-lag. Inför året 2020 blev han uppflyttad och fick det största ansvaret för klubbens U19-lag.
Klubbens A-lag fick det tufft 2020 och stora förändringar i ledarstaben gjordes. Den 23 december presenterades Jörgen Lennartsson som ny huvudtränare, och Mattias Lindström skulle bli assisterande tränare. Där meddelades också att Alvaro Santos skulle få ett ännu större ansvar, och fungera som en brygga mellan A-truppen och ungdomslagen. Vid behov skulle även Santos steppa upp och synas med A-laget. 
Den 31 maj 2022 blev tog Alvaro Santos klivet upp till A-laget då han blev huvudtränare tillsammans med Mattias Lindström. Den 17 april 2023 blev de avskedade av klubben efter att ha inlett Superettan 2023 med tre raka förluster.
Den 30 juni 2023 blev Santos anställd som assisterande tränare till Daniel Pedersen i danska FC Helsingør. Den 23 oktober 2023 blev han utsedd till huvudtränare i klubben.